# Handleyomys intectus
Handleyomys intectus és una espècie de mamífer rosegador de la família dels cricètids. És endèmic de Colòmbia, on viu a altituds d'entre 1.500 i 2.800 msnm. Es tracta d'un animal nocturn. Els seus hàbitats naturals són les selves nebuloses primàries i els boscos secundaris adjacents. Està amenaçat per la desforestació.